# 施塔德爾貝格山
46°50′10″N 16°01′50″E / 46.836077°N 16.030532°E

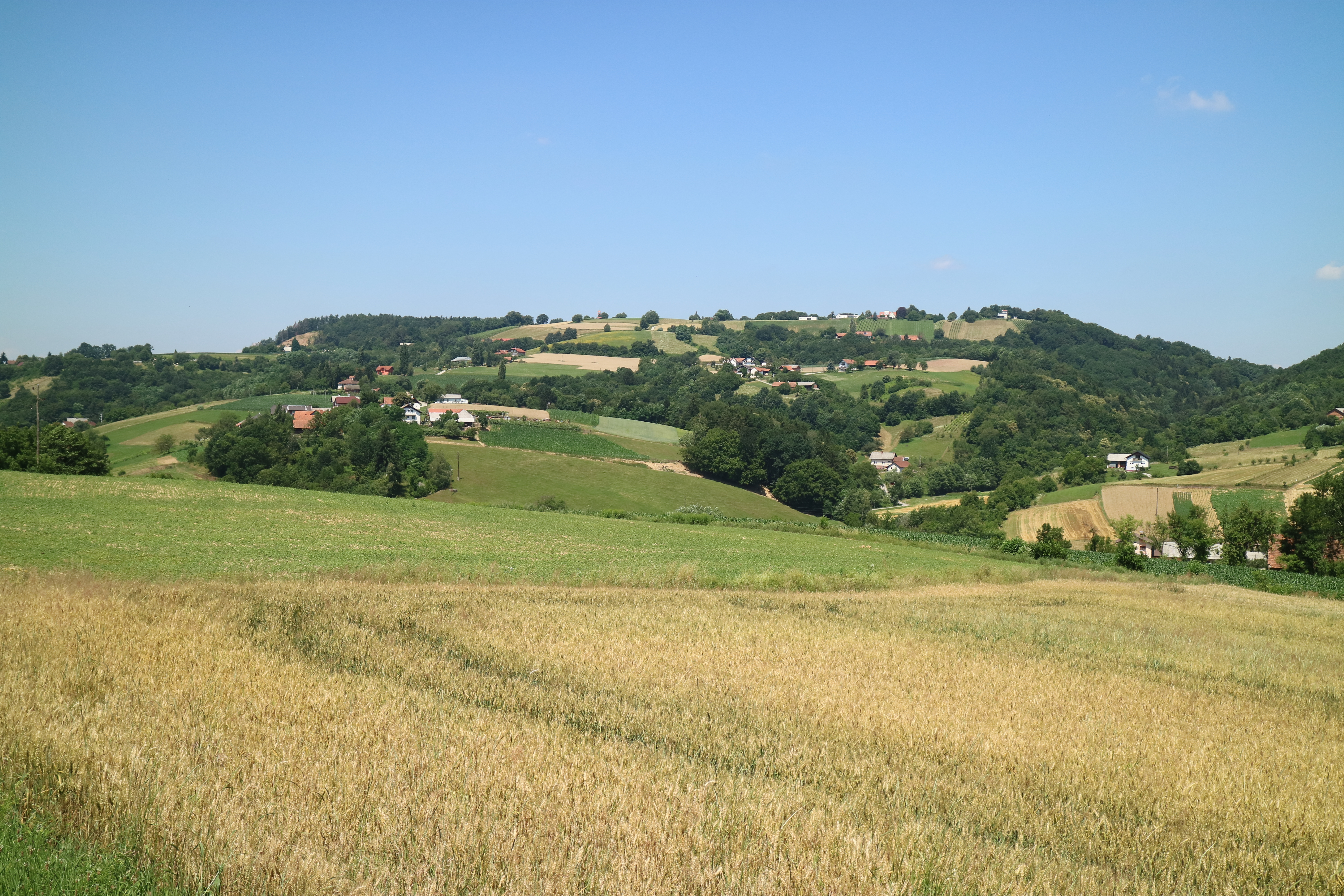

施塔德爾貝格山（德語：Stadelberg），是中歐的山峰，位於斯洛文尼亞和奧地利接壤的邊境，由羅加紹夫齊和克劳森河畔诺伊豪斯負責管轄，距離施特蘭德科格爾山5.1公里，海拔高度418米。